# Broebelaer
Le Broebelaer (ou Broebelaar) est un ruisseau bruxellois de Belgique, affluent du Maelbeek, donc un sous-affluent de l'Escaut par la Senne, la Dyle et le Rupel.

## Géographie
Le Broebelaer coule à Etterbeek, sourd dans le jardin Jean-Félix Hap et se jette dans le Maelbeek. Le Broebelaer alimentait en eau jadis le palais des Archiducs Albert et Isabelle, et les sources artificielles du jardin botanique et zoologique des Ducs de Brabant au Coudenberg par le biais d'une machine hydraulique et des canalisations en bois.